# Ahungalla
Ahungalla ist eine Kleinstadt an der Südwestküste Sri Lankas, der administrativ zum Distrikt Galle in der Südprovinz gehört. Ahungalla ist bekannt für seinen breiten Palmengürtel begleiteten Sandstrand, der als einer der schönsten der Insel gilt.
Der Ort liegt etwa 15 km südlich von Bentota und 40 km nördlich der Provinzhauptstadt Galle am Kap Ahungalla Point. Die benachbarten Orte sind Kosgoda im Norden und Balapitiya im Süden. Südöstlich der Stadt beginnt das Mangrovengebiet Madu Ganga. Ahungalla wird von der Schnellstraße A2 durchquert, des Weiteren existiert eine Bahnstation an der am Ort vorbeiführenden Eisenbahnstrecke von Colombo nach Matara.
Größtes und bekanntestes Gebäude des Ortes ist das vom sri-lankischen Architekten Geoffrey Bawa geplante und 1979 bis 1981 errichtete Luxushotel Heritance Ahungalla (ehemals Hotel Triton).
Wie die gesamte Region wurde Ahungalla durch den Tsunami vom 26. Dezember 2004 schwer verwüstet.